# Miguel Ángel López (lekkoatleta)
Miguel Ángel López Nicolás (ur. 3 lipca 1988 w Murcji) – hiszpański lekkoatleta specjalizujący się w chodzie sportowym.
Zwyciężył w chodzie na 20 kilometrów na młodzieżowych mistrzostwach Europy w 2009 w Kownie. Zajął 13. miejsce na tym dystansie na mistrzostwach Europy w 2010 w Barcelonie.
W 2011 zajął 15. miejsce w tej konkurencji na mistrzostwach świata w Daegu. Zajął piąte miejsce w chodzie na 20 kilometrów podczas igrzysk olimpijskich w Londynie (2012). W 2013 sięgnął po srebro mistrzostw świata w Moskwie, rok później został w Zurychu mistrzem Europy, a w 2015 roku zdobył mistrzostwo świata. Podczas kolejnej edycji czempionatu globu w Londynie chodziarz uplasował się na dziesiątej pozycji, a na mistrzostwach świata w 2019 na 26. miejscu (w obu w chodzie na 20 kilometrów). W 2022 zdobył tytuł mistrza Europy w chodzie na 35 kilometrów.
Złoty medalista mistrzostw Hiszpanii.

## Osiągnięcia
| Rok  | Impreza                                | Miejsce              | Konkurencja                 | Lokata      | Wynik    |
| ---- | -------------------------------------- | -------------------- | --------------------------- | ----------- | -------- |
| 2005 | Mistrzostwa świata juniorów młodszych  | Marrakesz            | chód na 10 000 m            | 6. miejsce  | 44:66,70 |
| 2005 | Mistrzostwa Europy juniorów            | Kowno                | chód na 10 000 m            | 9. miejsce  | 42:49,72 |
| 2005 | Puchar Europy w chodzie                | Miszkolc             | chód na 10 km (juniorzy)    | 11. miejsce | 43:47    |
| 2006 | Puchar świata w chodzie                | A Coruña             | chód na 10 km               | 2. miejsce  | 41:41    |
| 2006 | Mistrzostwa świata juniorów            | Pekin                | chód na 10 000 m            | 14. miejsce | 45:54,41 |
| 2007 | Puchar Europy w chodzie                | Royal Leamington Spa | chód na 10 km               | 2. miejsce  | 40:49    |
| 2007 | Mistrzostwa Europy juniorów            | Hengelo              | chód na 10 000 m            | 8. miejsce  | 42:36,60 |
| 2008 | Puchar świata w chodzie                | Czeboksary           | chód na 20 km               | 35. miejsce | 1:23:44  |
| 2009 | Puchar Europy w chodzie                | Metz                 | chód na 20 km               | 13. miejsce | 1:29:23  |
| 2009 | Młodzieżowe mistrzostwa Europy         | Kowno                | chód na 20 km               | 1. miejsce  | 1:22:23  |
| 2010 | Puchar świata w chodzie                | Chihuahua            | chód na 20 km               | 12. miejsce | 1:24:32  |
| 2010 | Mistrzostwa Europy                     | Barcelona            | chód na 20 km               | 13. miejsce | 1:24:28  |
| 2011 | Puchar Europy w chodzie                | Olhão da Restauração | chód na 20 km               | 6. miejsce  | 1:24:37  |
| 2011 | Mistrzostwa świata                     | Daegu                | chód na 20 km               | 15. miejsce | 1:23:41  |
| 2012 | Puchar świata w chodzie                | Sarańsk              | chód na 20 km               | 42. miejsce | 1:25:31  |
| 2012 | Igrzyska olimpijskie                   | Londyn               | chód na 20 km               | 5. miejsce  | 1:19:49  |
| 2013 | Puchar Europy w chodzie                | Dudince              | chód na 20 km               | 2. miejsce  | 1:21:48  |
| 2013 | Mistrzostwa świata                     | Moskwa               | chód na 20 km               | 2. miejsce  | 1:21:21  |
| 2014 | Puchar świata w chodzie                | Taicang              | chód na 20 km               | 5. miejsce  | 1:19:21  |
| 2014 | Mistrzostwa Europy                     | Zurych               | chód na 20 km               | 1. miejsce  | 1:19:44  |
| 2015 | Puchar Europy w chodzie                | Murcja               | chód na 20 km               | 1. miejsce  | 1:19:52  |
| 2015 | Mistrzostwa świata                     | Pekin                | chód na 20 km               | 1. miejsce  | 1:19:14  |
| 2016 | Drużynowe mistrzostwa świata           | Rzym                 | chód na 20 km               | 33. miejsce | 1:22:46  |
| 2016 | Igrzyska olimpijskie                   | Rio de Janeiro       | chód na 20 km               | 11. miejsce | 1:20:58  |
| 2016 | Igrzyska olimpijskie                   | Rio de Janeiro       | chód na 50 km               | –           | DNF      |
| 2017 | Puchar Europy w chodzie                | Podiebrady           | chód na 20 km               | 2. miejsce  | 1:20:21  |
| 2017 | Mistrzostwa świata                     | Londyn               | chód na 20 km               | 10. miejsce | 1:19:57  |
| 2018 | Drużynowe mistrzostwa świata           | Taicang              | chód na 20 km               | 19. miejsce | 1:24:08  |
| 2018 | Mistrzostwa Europy                     | Berlin               | chód na 20 km               | 6. miejsce  | 1:21:27  |
| 2019 | Puchar Europy w chodzie                | Olita                | chód na 20 km               | 6. miejsce  | 1:21:10  |
| 2019 | Mistrzostwa świata                     | Doha                 | chód na 20 km               | 26. miejsce | 1:35:00  |
| 2021 | Drużynowe mistrzostwa Europy           | Podiebrady           | chód na 20 km               | 4. miejsce  | 1:19:25  |
| 2021 | Igrzyska olimpijskie                   | Tokio                | chód na 20 km               | 31. miejsce | 1:27:12  |
| 2022 | Drużynowe mistrzostwa świata           | Maskat               | chód na 20 km               | 3. miejsce  | 2:37:27  |
| 2022 | Mistrzostwa świata                     | Eugene               | chód na 35 km               | 10. miejsce | 2:25:58  |
| 2022 | Mistrzostwa Europy                     | Monachium            | chód na 35 km               | 1. miejsce  | 2:26:49  |
| 2023 | Drużynowe mistrzostwa Europy w chodzie | Podiebrady           | chód na 35 km               | 3. miejsce  | 2:27:33  |
| 2023 | Mistrzostwa świata                     | Budapeszt            | chód na 35 km               | 12. miejsce | 2:29:32  |
| 2024 | Drużynowe mistrzostwa świata           | Antalya              | sztafeta mieszana w chodzie | 10. miejsce | 3:02:43  |
| 2024 | Igrzyska olimpijskie                   | Paryż                | sztafeta mieszana w chodzie | 9. miejsce  | 2:56:10  |
| 2025 | Drużynowe mistrzostwa Europy w chodzie | Podiebrady           | chód na 35 km               | 3. miejsce  | 2:23:48  |

## Rekordy życiowe
- chód na 5000 metrów – 18:46,95 (26 czerwca 2016, Murcja);
- chód na 10 000 metrów – 38:06,28 (24 lipca 2016, Gijón);
- chód na 10 kilometrów – 40:18 (12 stycznia 2019, Burjassot);
- chód na 20 000 metrów – 1:24:52,51 (15 czerwca 2008, Iquique);
- chód na 20 kilometrów – 1:18:33 (18 maja 2024, A Coruña);
- chód na 35 kilometrów – 2:23:48 (18 maja 2025, Podiebrady), rekord Hiszpanii;
- chód na 50 kilometrów – 3:53:52 (28 lutego 2016, Motril).